# Tiroteo en la escuela secundaria Stoneman Douglas de Parkland
El Tiroteo en la escuela secundaria Stoneman Douglas fue una masacre que ocurrió el día miércoles 14 de febrero de 2018 en Parkland, en el área metropolitana de Miami en Estados Unidos. Diecisiete personas murieron y catorce más fueron hospitalizadas, convirtiéndola en una de las masacres escolares más mortales del mundo y el tiroteo más letal en una escuela secundaria en la historia de los Estados Unidos de América. Nikolas Cruz, el joven arrestado como el tirador, está bajo custodia de la Oficina del sheriff del Condado de Broward, acusado de diecisiete cargos de asesinato premeditado.
Sus compañeros de clase se habían referido anteriormente a Cruz como un "racista" y un "psicópata". Los mensajes en las redes sociales de Cruz lo mostraban bromeando acerca de disparar contra personas con su rifle Smith & Wesson M&P15, y Cruz prometió retribución contra los oficiales de policía y las organizaciones antifascistas. Cruz era miembro de un grupo denominado Supremacía Blanca de la República de Florida, alineada con movimientos racistas y nacionalistas de derecha.
Aunque en la actualidad no hay motivaciones que hayan sido enumeradas por los fiscales legales o la policía local, presuntamente tenía odio hacia los judíos y las mujeres. Otros factores que la policía investiga son sus problemas de relación con la escuela y un "patrón de problemas disciplinarios y comportamiento desconcertante".

## Tiroteo

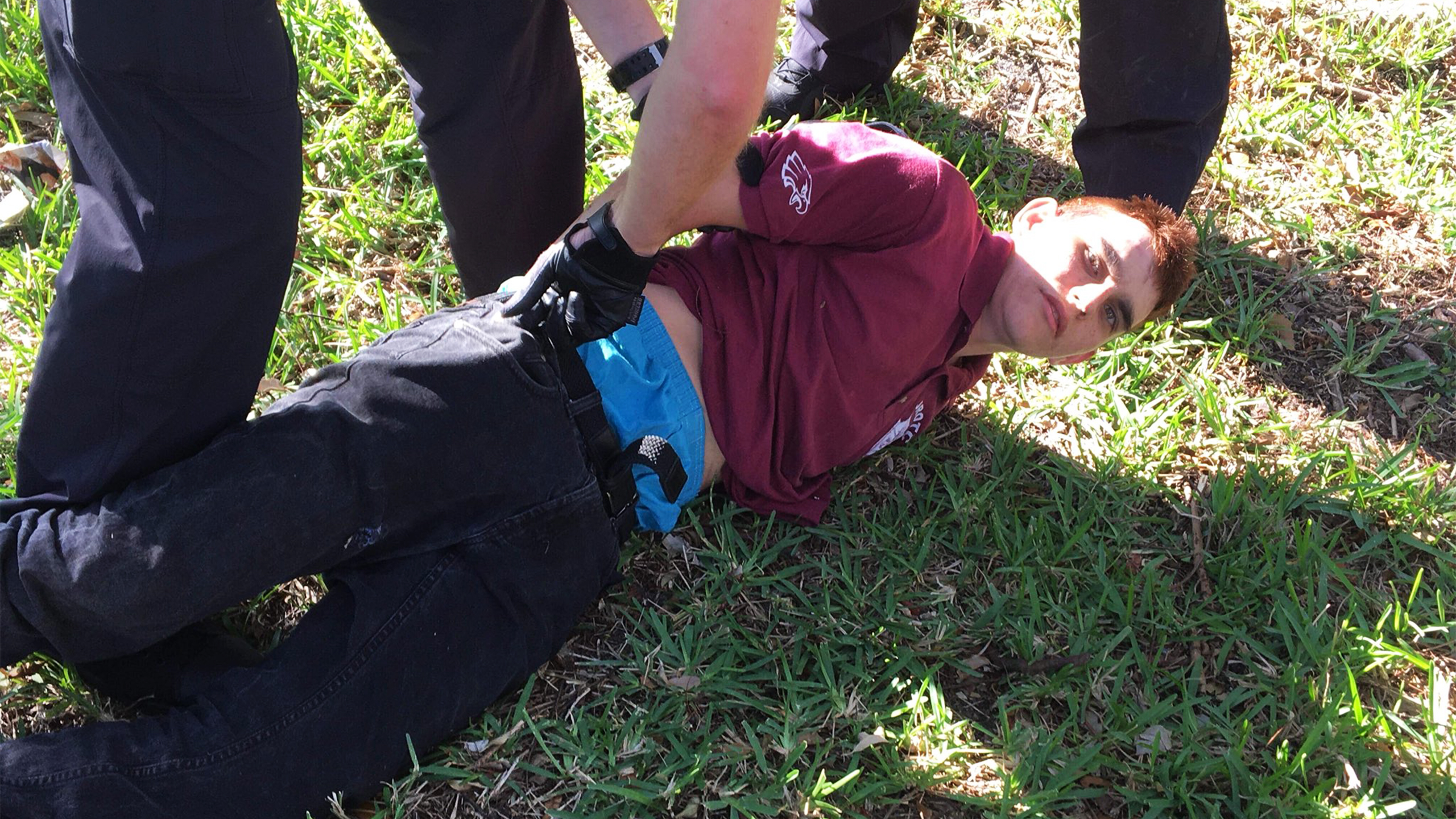
Cruz durante su arresto en Coral Springs.

El tiroteo tuvo lugar durante la tarde del 14 de febrero de 2018 en la escuela secundaria Marjory Stoneman Douglas en Parkland, Florida, un suburbio próspero a unas 30 millas (48 km) al noroeste de Fort Lauderdale. El tirador, el exalumno Nikolas Cruz, fue dejado en la escuela por un conductor de Uber a las 2:19 p. m., poco antes de la hora de salida. Según un informe policial, Cruz llevaba un estuche de rifle y una mochila cuando fue visto y reconocido por un miembro del personal que le comunicó por radio a un colega que caminaba "resueltamente" hacia el Edificio 12. El primer miembro del personal afirmó que su entrenamiento requería solo reportar amenazas; su colega se escondió en un armario.
El tirador entró en el Edificio 12, una estructura de tres pisos que contiene 30 aulas habitualmente ocupadas por unos 900 estudiantes y 30 maestros. Armado con un rifle semiautomático estilo AR-15 comprado legalmente y varios cargadores, el tirador activó una alarma de incendio y comenzó a disparar indiscriminadamente a estudiantes y maestros. La alarma de incendio causó confusión porque se había realizado un simulacro de incendio más temprano ese día.
Aproximadamente a las 2:21 p. m. el mismo miembro del personal escuchó disparos y activó un bloqueo de código rojo. Un oficial de recursos escolares armado de la Oficina del Sheriff del Condado de Broward estaba en el campus cuando estalló el tiroteo y permaneció afuera entre el Edificio 12 y el Edificio 7 adyacente.
El tiroteo duró seis minutos. En el primer piso, el tirador disparó en el pasillo y en cuatro aulas, matando a once personas. Luego fue al segundo piso, donde disparó contra dos aulas más, pero no mató a nadie. En el tercer piso, disparó y mató a seis personas en el pasillo. También intentó disparar afuera a través de las ventanas, que eran resistentes a los huracanes, pero no lo logró. Después de que dejó de disparar (posiblemente porque su rifle se atascó), se afirma que el tirador dejó caer su rifle en el tercer piso del edificio y abandonó la escena mezclándose con los estudiantes que huían. Se alega que el agresor luego caminó hasta un restaurante de comida rápida (se detuvo en un centro comercial para comprar un refresco en el camino) y se quedó antes de irse a pie a las 3:01 p. m.
Aproximadamente a las 3:40 p. m., Cruz fue detenido por la policía en el vecindario Wyndham Lakes de Coral Springs, a 2 millas (3,2 km) de la escuela y arrestado como el presunto tirador. Luego, Cruz fue trasladado a la sala de emergencias de un hospital con "dificultad para respirar"., según un médico de la sala de emergencias. Después de 40 minutos, Cruz fue liberado nuevamente bajo custodia policial e ingresado en la cárcel del condado de Broward.
Se alega que el video de la cámara de vigilancia de la escuela mostraba a Cruz como el tirador, y también fue reconocido por testigos presenciales. Mientras los paramédicos SWAT estaban dentro del edificio, otros paramédicos del departamento local de Bomberos y Rescate solicitaron repetidamente ingresar al edificio. Estas solicitudes fueron denegadas por la Oficina del Sheriff de Broward, incluso después de que arrestaron al sospechoso.
El Sun-Sentinel compiló una cronología interactiva de los eventos, comenzando con el momento en que se alega que Cruz ingresó a la propiedad de la escuela, y se publicó el 28 de diciembre de 2018. Con el título Unprepared and Overwhelmed, el informe destacó una gran cantidad de deficiencias de los funcionarios escolares y socorristas.

## Víctimas

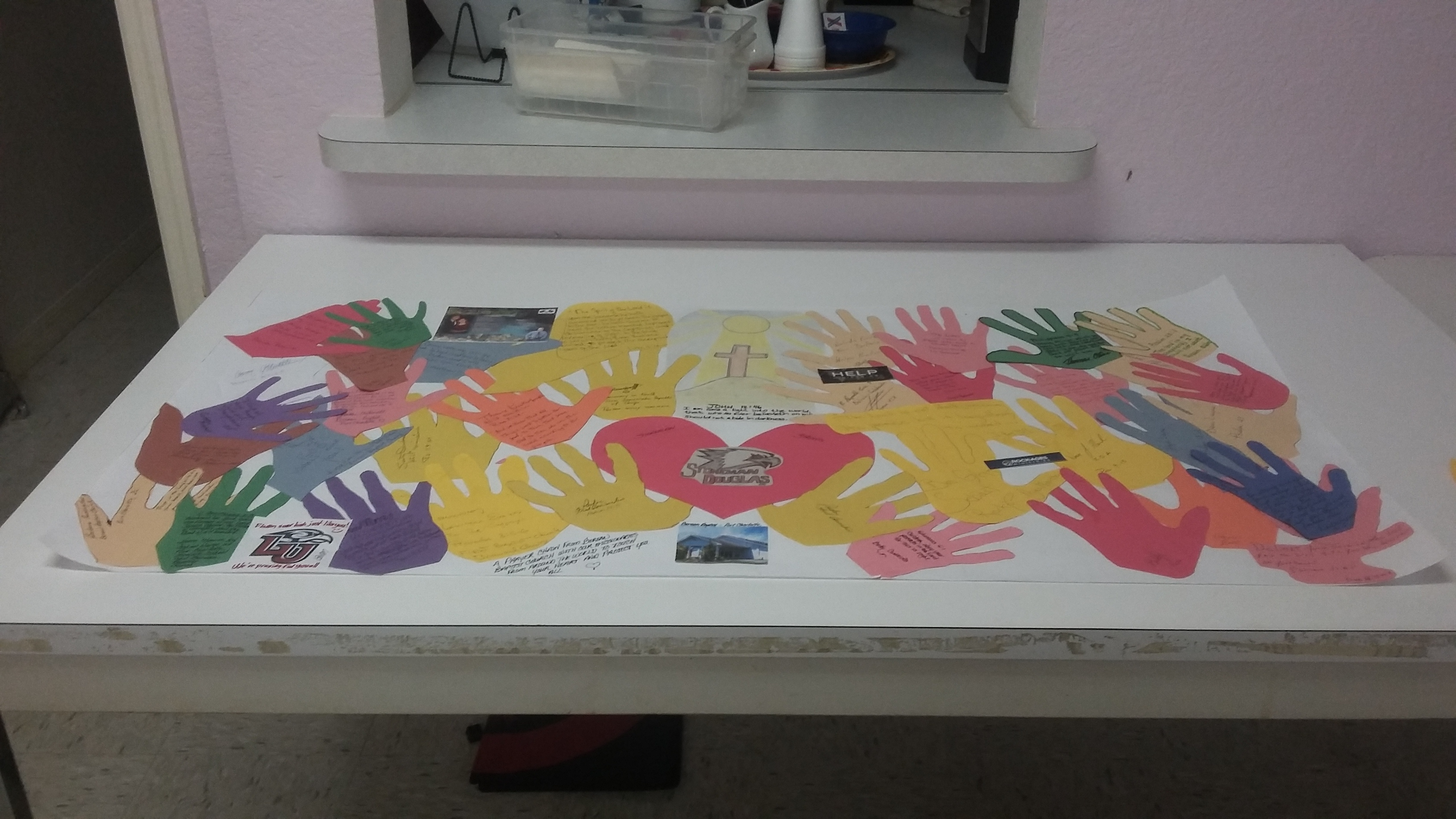
Una pancarta creada por una iglesia para ofrecer apoyo a los sobrevivientes. Los funcionarios escolares solicitaron carteles que ofrecían amor y apoyo y se colgaron por todo el campus.

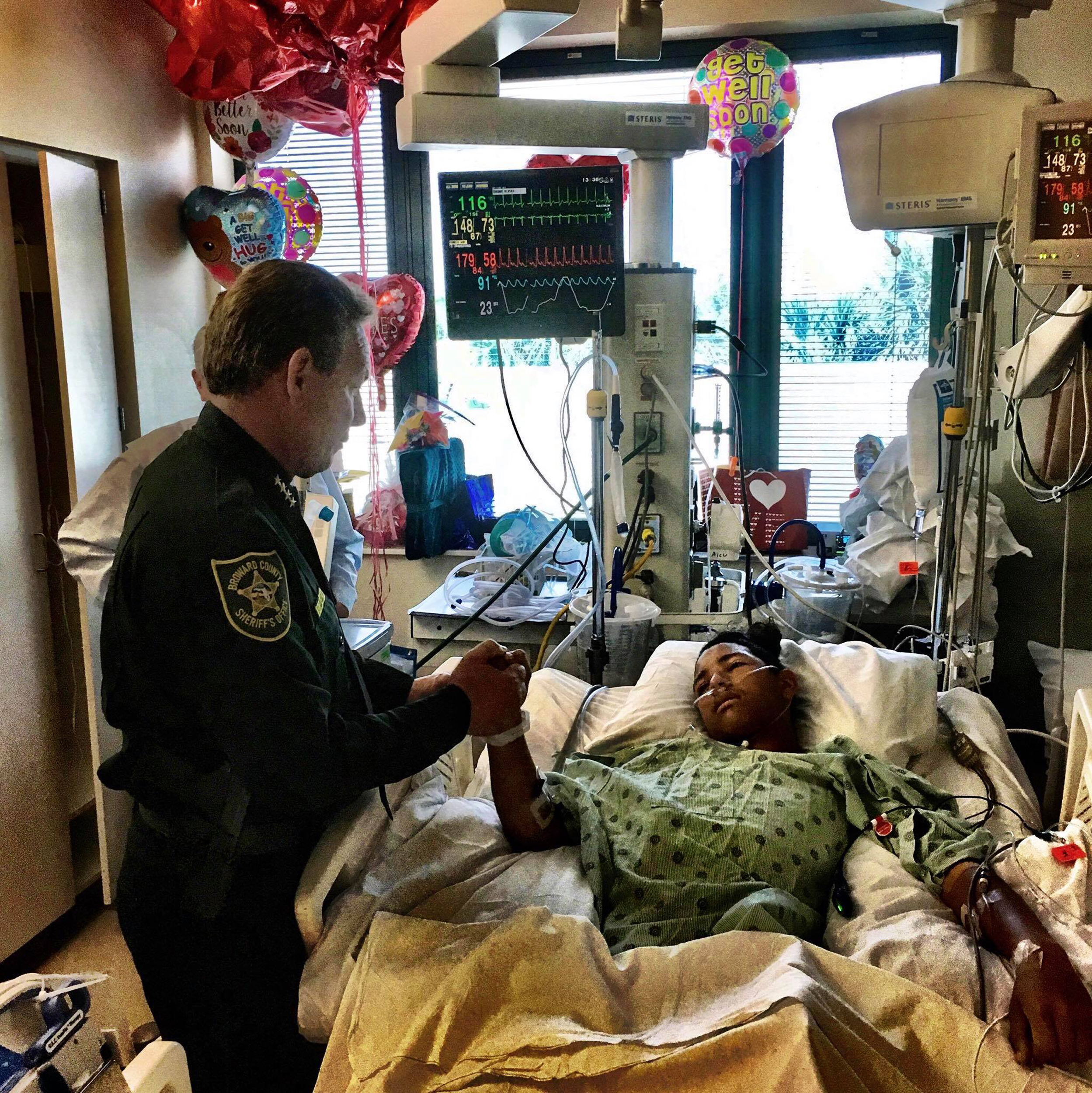
El alguacil Israel visita a la víctima Anthony Borges.

Diecisiete personas murieron y diecisiete resultaron heridas, pero sobrevivieron a las heridas de bala. Tres permanecieron en estado crítico al día siguiente del tiroteo y uno permaneció al segundo día.
Doce víctimas murieron dentro del edificio, tres murieron justo afuera del edificio en las instalaciones de la escuela y dos murieron en el hospital.
Los catorce estudiantes y tres miembros del personal asesinados fueron:
- Alyssa Alhadeff, 14
- Scott Beigel, 35
- Martin Duque, 14
- Nicholas Dworet, 17
- Aaron Feis, 37
- Jaime Guttenberg, 14
- Chris Hixon, 49
- Luke Hoyer, 15
- Cara Loughran, 14
- Gina Montalto, 14
- Joaquin Oliver, 17
- Alaina Petty, 14
- Meadow Pollack, 18
- Helena Ramsay, 17
- Alex Schachter, 14
- Carmen Schentrup, 16
- Peter Wang, 15

El profesor de geografía Scott Beigel fue asesinado después de que abrió un aula para que los estudiantes entraran y se escondieran del pistolero. Aaron Feis, entrenador asistente de fútbol y guardia de seguridad, murió mientras protegía a dos estudiantes. Chris Hixon, director deportivo de la escuela, murió mientras corría hacia el sonido de los disparos e intentaba ayudar a los estudiantes que huían.
El estudiante Peter Wang fue visto por última vez con su uniforme del Junior Reserve Officers' Training Corps, manteniendo las puertas abiertas para que otros pudieran salir más rápidamente; Wang no pudo huir con los estudiantes cuando apareció Cruz y le disparó fatalmente. Los comentaristas elogiaron sus acciones y lo describieron como un héroe. Se hizo circular una petición de la Casa Blanca en la que se pedía que fuera enterrado con todos los honores militares. En sus respectivos funerales, Wang, Alaina Petty y Martin Duque fueron honrados póstumamente por el Ejército de los Estados Unidos con la ROTC Medal for Heroism, y Wang fue enterrado con su uniforme JROTC Blues. El 20 de febrero, se le concedió una rara admisión póstuma en la Academia Militar de los Estados Unidos.
Alyssa Alhadeff era la capitana del Parkland Soccer Club. El 7 de marzo de 2018, casi tres semanas después del tiroteo, fue honrada por la selección femenina de fútbol de los Estados Unidos antes de un partido en Orlando. Sus compañeros de equipo y su familia fueron invitados al juego y se les obsequió con camisetas oficiales que mostraban el nombre de Alhadeff.
Meadow Pollack era una estudiante de último año que recibió cuatro disparos. Cuando el tirador disparó contra otras aulas, Pollack se arrastró hasta la puerta de una aula pero no pudo entrar. Cara Loughran, una estudiante de primer año, estaba junto a Pollack, y Pollack cubrió a Loughran en un intento de protegerla de las balas. El tirador regresó al aula y localizó a Pollack y Loughran, disparando su arma cinco veces más y matando a las dos niñas.
La última víctima en permanecer hospitalizada, Anthony Borges, de 15 años, fue dado de alta el 4 de abril. Apodado "el verdadero Iron Man", Borges recibió cinco disparos después de que usó su cuerpo para barricar la puerta de un aula donde se encontraban veinte estudiantes dentro. Tras su liberación, Borges emitió un comunicado en el que criticaba las acciones de los ayudantes del alguacil de Broward, el alguacil Scott Israel y el superintendente escolar Robert Runcie. Su familia ha presentado un aviso de su intención de demandar al distrito escolar por lesiones personales para cubrir los costos relacionados con su recuperación.
Varios sobrevivientes del tiroteo, maestros y estudiantes por igual, han luchado con el síndrome del superviviente y otros síntomas del trastorno por estrés postraumático. El 17 de marzo de 2019, trece meses después del tiroteo, Sydney Aiello de 19 años que sobrevivió y que había perdido a su amiga Meadow Pollack el año anterior, se suicidó después de luchar para asistir a la universidad. Estaba aterrorizada de estar en un salón de clases y también había sido tratada por culpa de sobreviviente y trastorno de estrés postraumático. Menos de una semana después, Calvin Desir de 16 años que había sobrevivido al tiroteo murió de un aparente suicidio.

## Autor del tiroteo

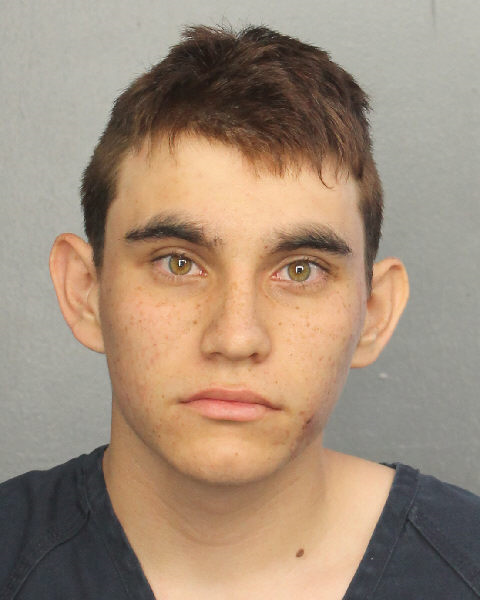
Nikolas Cruz, autor de la masacre.

El tirador fue identificado como Nikolas Cruz, un exalumno de la escuela de 19 años. Su exprofesor de matemáticas dijo que un correo electrónico de la administración de la escuela había circulado entre los maestros, advirtiendo que Cruz había amenazado a otros estudiantes, lo que llevó a serle prohibido llevar una mochila en el campus. Más tarde fue expulsado por pelear con el actual novio de su exnovia.
Cruz fue miembro del Cuerpo de Entrenamiento para Oficiales de Reserva Junior (JROTC, por sus siglas en inglés), que lo premió en múltiples ocasiones por su excelente desempeño académico. Un excompañero de clase dijo que Cruz tenía muchos problemas de manejo de la ira y bromeaba a menudo sobre las armas de fuego y la violencia relacionada con ellas, incluido el "tiroteo de establecimientos". Otro lo describió como "súper estresado todo el tiempo, hablaba mucho sobre armas e intentó ocultar su cara". Un estudiante dijo: "Creo que todos tenían en mente que si alguien iba a hacerlo [un tiroteo en el instituto], iba a ser él". Otro compañero de clase lo describió como un solitario sin muchos amigos, diciendo: "Me contó cómo fue expulsado de dos escuelas privadas. Fue retenido dos veces. Tenía aspiraciones de unirse al ejército. Disfrutaba la caza ". Cruz también se jactaba de matar animales. Los conocidos de la familia declararon que en una ocasión la madre de Cruz llamó a la policía a casa para tratar de "hablarle con sensatez".
El alguacil Scott Israel del condado de Broward describió los perfiles y cuentas en redes sociales del sospechoso como "muy, muy inquietantes". Los perfiles contenían numerosas fotos y publicaciones del sospechoso con una variedad de armas, incluyendo cuchillos largos, una escopeta, una pistola y una pistola BB. Los vídeos subidos a YouTube del sospechoso incluían amenazas violentas, como "Quiero morir luchando y matando una carretada de personas". El sospechoso dejó un comentario en el vídeo de YouTube de otro usuario en septiembre de 2017 diciendo: "Quiero ser un tirador de escuela profesional" lo que hizo que el usuario informara sobre Cruz al FBI (Oficina Federal de Investigaciones).
Nikolas fue adoptado al nacer por Lynda Cruz y su esposo, el cual murió durante la infancia de Nikolas de un ataque al corazón. Su madre adoptiva murió el 1 de noviembre de 2017 a causa de una gripe que se complicó en neumonía. Desde entonces Cruz había estado viviendo con parientes y amigos. El joven había estado recibiendo servicios de salud mental pero dejó de ir y nunca regresó.
Cruz ha sido acusado de diecisiete cargos de asesinato premeditado. Una audiencia inicial se desarrolló el jueves 15 de febrero de 2018. Si era declarado culpable durante el juicio, podría enfrentar la pena de muerte. El 20 de octubre de 2021 se declaró culpable para evitar la pena capital.

## Procedimientos legales
En su lectura de cargos inicial el día después de los disparos, Cruz fue acusado de 17 cargos de asesinato premeditado y detenido sin derecho a libertad provisional. Si es declarado culpable de asesinato en primer grado, se enfrenta a la pena de muerte o cadena perpetua sin libertad condicional. Según una declaración jurada de la oficina del alguacil, Cruz confesó el tiroteo. También se afirmó que Cruz les dijo a los oficiales que traía cargadores adicionales escondidos en una mochila.
Cruz fue puesto bajo vigilancia suicida en una celda de aislamiento después de la lectura de cargos. El abogado defensor principal, Gordon Weekes, pidió a la jueza Elizabeth Scherer que se recusase, alegando que sus comentarios y fallos anteriores mostraban favoritismo hacia la fiscalía, lo que evitaría que Cruz recibiera un juicio justo. Ella no estuvo de acuerdo y rechazó la solicitud el 26 de febrero.
El 7 de marzo de 2018, un gran jurado acusó a Cruz de 34 cargos: 17 cargos de asesinato en primer grado y 17 cargos de intento de asesinato en primer grado. Fue procesado el 13 de marzo y la fiscalía notificó su intención de solicitar la pena de muerte. Dijeron que pueden probar cinco de los factores agravantes que califican un asesinato para la pena de muerte en Florida. Cruz se negó a declararse culpable, por lo que el juez Scherer declaró "no culpable" en su nombre. La defensa se había declarado culpable anteriormente si se retiraba la pena de muerte y la reiteró inmediatamente antes de que fuera rechazada.
Durante la semana del 8 al 12 de abril de 2018, la jueza de circuito de Broward Elizabeth Scherer incluyó una carta de tres páginas de un Minnesotan en el expediente judicial del caso. La carta estaba dirigida al juez y afirmaba que la investigación sobre el pasado de Cruz llevó al escritor a creer que Cruz sufría de una discapacidad del desarrollo y que tenía "miedo de otras personas y fue amenazado por matones". La carta terminaba afirmando que Cruz parecía consumido por la tristeza y la depresión.
La misma semana se realizó una audiencia para determinar si Cruz tenía derecho a un defensor público. Su abogado, el defensor público designado por la corte Howard Finkelstein, le pidió a la corte que esperara hasta que se concluyera el caso de sucesión que involucraba la herencia de la difunta madre de Cruz y se pudiera determinar el patrimonio neto de Cruz, ya que Cruz solo habría tenido derecho a un defensor público si no hubiera podido para pagar un abogado privado. El 24 de abril de 2019, se tomó la determinación de que Cruz y su medio hermano Zachary compartirían las ganancias de una póliza de seguro de MetLife valorada en $ 864,929. Esto haría que Cruz no fuera elegible para ser representado por la oficina del defensor público y, como tal, la oficina solicitó ser destituido de su caso en esa fecha.
Mientras tanto, con respecto a la confesión de Cruz, el juez Scherer dictaminó el 26 de julio de 2018 que sería revelada al público con ciertos detalles redactados. El 3 de agosto, el juez Scherer también dictaminó que el informe del distrito escolar de Broward sobre Cruz se haría público. Algunas partes del informe fueron redactadas para proteger los derechos de privacidad de Cruz. La confesión de Cruz fue dada a conocer el 6 de agosto. El 8 de agosto, TMZ publicó un video de la confesión de Cruz filmado por la Oficina del Sheriff del condado de Broward. Se puede escuchar a Cruz llorando cerca del final del video y diciendo "mátame" a la cámara.
Según la Oficina del Sheriff del condado de Broward, Cruz atacó a un oficial de la cárcel la noche del 13 de noviembre de 2018. Al día siguiente, fue acusado de agresión agravada a un agente, agresión a un agente y uso de "arma eléctrica o química contra un agente". El oficial que presuntamente fue agredido por Cruz le había pedido que "no arrastrara sus sandalias por el suelo" mientras caminaba por el salón social de la cárcel. Se afirmó que Cruz respondió "mostrando su dedo medio" y golpeando al oficial en la cara. También sacó la pistola paralizante de la funda del ayudante. El arma se disparó durante la pelea antes de que el diputado recuperara el control. Cruz compareció en una audiencia inicial sobre los cargos de agresión, donde se fijó una fianza de $ 200,000.
El juicio de Cruz, inicialmente programado para comenzar el 27 de enero de 2020, se retrasó originalmente hasta mediados de año para darles a sus abogados más tiempo para construir su caso. A junio de 2020, el caso se ha retrasado indefinidamente debido a las restricciones causadas por la pandemia de COVID-19.

## Secuelas
El 30 de mayo de 2018, los fiscales publicaron tres videos que, según afirmaron, Cruz había grabado en su teléfono celular antes del tiroteo. En los videos, Cruz parece describir sus sentimientos personales, su entusiasmo y plan para el tiroteo, su odio hacia la gente y cómo lo hará notorio.

### Respuesta de la escuela
El distrito escolar brindó asesoramiento sobre el duelo a los estudiantes y sus familias. La procuradora general de Florida, Pam Bondi, dijo que el estado pagaría las tarifas de los funerales y el asesoramiento. El 15 de febrero, la presencia policial se incrementó en las escuelas de al menos dos condados de Florida en respuesta al tiroteo. El edificio donde tuvo lugar el tiroteo fue demolido.
El 28 de febrero, dos semanas después del tiroteo, Stoneman Douglas reabrió a los estudiantes en medio de una fuerte presencia policial. El director de la escuela, Ty Thompson, enfatizó que la primera semana de regreso se centraría en la curación, y las clases finalizarían a las 11:40 AM hasta el 2 de marzo. Tuiteó: "Recuerde que nuestro enfoque está en la preparación emocional y la comodidad, no en el plan de estudios: por lo que no hay necesidad de mochilas. . Ven listo para comenzar el proceso de curación y #RECLAIMTHENEST ". A su regreso, los estudiantes recibieron perros de apoyo emocional y asesoramiento adicional.
A principios de abril, la escuela implementó varias reglas y regulaciones de seguridad nuevas. Los cambios incluyeron menos entradas, agentes de la ley en cada entrada, insignias de identificación para los estudiantes y el personal, y el requisito de que todas las mochilas deben ser de plástico transparente. Se estaba considerando el uso de detectores de metales. Varios estudiantes criticaron las nuevas medidas de seguridad por ser ineficaces e intrusivas.
El 30 de noviembre de 2018, el Sun-Sentinel informó que las Escuelas Públicas del Condado de Broward, que administran la Escuela Secundaria Marjory Stoneman Douglas, habían gastado alrededor de $ 185,000 tratando de ocultar su papel en no prevenir la masacre. El distrito también gastó una suma no revelada en oposición legal a la divulgación de registros relacionados con el trato de la escuela a Nikolas Cruz mientras era estudiante y los procedimientos de seguridad de la escuela. Una compañía llamada CEN recibió un pago de $ 60,000 para revisar los registros escolares de Cruz e investigar si las Escuelas Públicas del Condado de Broward siguieron la ley en su manejo de Cruz como un estudiante con problemas. El informe final omitió varios detalles sobre la inestabilidad de Cruz.

#### Ceremonia de graduación
La escuela celebró su ceremonia de graduación el 3 de junio de 2018 y se entregaron diplomas a las familias de Nicholas Dworet, Joaquin Oliver, Meadow Pollack y Carmen Schentrup, cuatro estudiantes que murieron en el ataque. El director de Stoneman Douglas, Ty Thompson, comenzó dedicando la ceremonia a "aquellos que no están con nosotros". Muchos graduados llevaban fajas adornadas con #MSDStrong o decoraban sus gorras con referencias al movimiento Never Again MSD, mientras que algunos dedicaban sus gorras a sus compañeros fallecidos. Los familiares de las víctimas también hicieron declaraciones; la madre de Joaquín Oliver aceptó su diploma vistiendo una remera que decía "Este debe ser mi hijo". El presentador del programa de entrevistas Jimmy Fallon hizo una aparición sorpresa y dio un discurso de apertura a la clase de graduados, agradeciéndoles su coraje y valentía.

#### Conmemoración del primer año
En el primer aniversario del tiroteo, la escuela optó por establecer un día de asistencia voluntaria. Se organizó una jornada de servicio comunitario con salida anticipada, por lo que la escuela estaba cerrada en el momento del ataque. Se creó una línea policial para albergar a los estudiantes que optaron por asistir. El gran proyecto planeado para el día era reemplazar el monumento con un jardín conmemorativo permanente. Se llevó a cabo un momento de silencio planificado a las 10:17 a. m. ET, con el apoyo de consejeros de duelo y perros de terapia. Se planeó un servicio conmemorativo interreligioso en un lugar separado.

### Inactividad del oficial
El oficial de recursos escolares Scot Peterson, quien estaba armado, en el lugar y en uniforme como ayudante de la Oficina del Sheriff de Broward, fue acusado de permanecer fuera del Edificio 12 durante el tiroteo. Ocho días después del ataque, el alguacil Israel lo suspendió sin paga y se retiró de inmediato. El alguacil Israel dijo que "Scot Peterson estuvo absolutamente en el campus durante todo este evento", y que debería haber "entrado, dirigirse al asesino [y] matar al asesino".
En junio de 2019, luego de una investigación que incluyó entrevistas con 184 testigos, Peterson fue arrestado y luego liberado por el delito de no proteger a los estudiantes durante el tiroteo. Enfrenta 11 cargos de negligencia de un niño, así como negligencia culpable y perjurio. Peterson se declaró inocente y presentó una moción para que se retiren todos los cargos.
Una declaración emitida por el abogado de Peterson antes de ser acusado decía que Peterson creía que el tiroteo estaba ocurriendo fuera del edificio. Según el abogado, Peterson afirmó que le dijo esto al primer oficial de policía de Coral Springs que llegó a la escena. El comunicado también señaló transmisiones de radio que indicaban una víctima de bala cerca del campo de fútbol.
El Miami Herald transcribió los despachos de radio que Peterson dijo a las 2:23 durante el tiroteo: "Tenga en cuenta que tenemos posibles, podrían ser petardos. Creo que tenemos disparos, posibles disparos: edificio 1200". Segundos después, Peterson comunicó por radio: "Estamos hablando del edificio 1200, será el edificio junto a Holmberg Road. ¡Cierren la escuela, señores!" A las 2:25, dijo por radio que "También escuchamos que está por, dentro del 1200". En un momento no especificado, Peterson llamó a la policía para asegurarse de que "nadie entre a la escuela". A las 2:27, en el Edificio 12, dijo por radio: "Manténgase al menos a 500 pies de distancia en este punto". En un momento no especificado, Peterson ordenó: "No se acerque al edificio 12 o 1300, manténgase al menos a 500 pies de distancia".
El 15 de marzo, la oficina del alguacil publicó imágenes de video en cumplimiento de una orden judicial. El video fue capturado por cámaras de vigilancia de la escuela y mostró algunos de los movimientos de Peterson durante el tiroteo.
Fuentes anónimas le dijeron a CNN que la policía de Coral Springs llegó al lugar y vio a tres agentes de Broward detrás de sus vehículos con pistolas desenfundadas. El capitán de la Oficina del Sheriff de Broward, Jan Jordan, ordenó a los agentes que formaran un perímetro en lugar de enfrentarse inmediatamente al tirador; esta táctica era contraria a su entrenamiento con respecto a los tiradores activos. Según las marcas de tiempo de los registros policiales, la orden se dio algún tiempo después de que se detuviera el tiroteo. Jordan fue ampliamente criticada por sus acciones y renunció, citando razones personales, nueve meses después del tiroteo.
El alguacil Israel dijo que los oficiales de Coral Springs fueron los primeros en ingresar al edificio, unos cuatro minutos después de que Cruz había salido subrepticiamente de la escuela. Debido a una demora en la visualización de las imágenes de vigilancia, los oficiales creyeron que Cruz todavía estaba en el edificio. A principios de marzo de 2018, se llevaron a cabo tres investigaciones sobre el cronograma de la respuesta policial. El presidente Donald Trump criticó a los oficiales que no pudieron ingresar al edificio durante el tiroteo. El 26 de febrero de 2018, dijo que creía que habría entrado "incluso si yo no tuviera un arma, y creo que la mayoría de las personas en esta sala también lo habrían hecho". Algunos presentadores de programas nocturnos se burlaron de su declaración, quienes señalaron que Trump había evitado el servicio militar. Algunos sobrevivientes criticaron a Trump por sus comentarios; por ejemplo, el sobreviviente y activista David Hogg dijo que Trump se jactaba y hablaba de sí mismo en respuesta a una tragedia que no le preocupaba.

### Reacción política

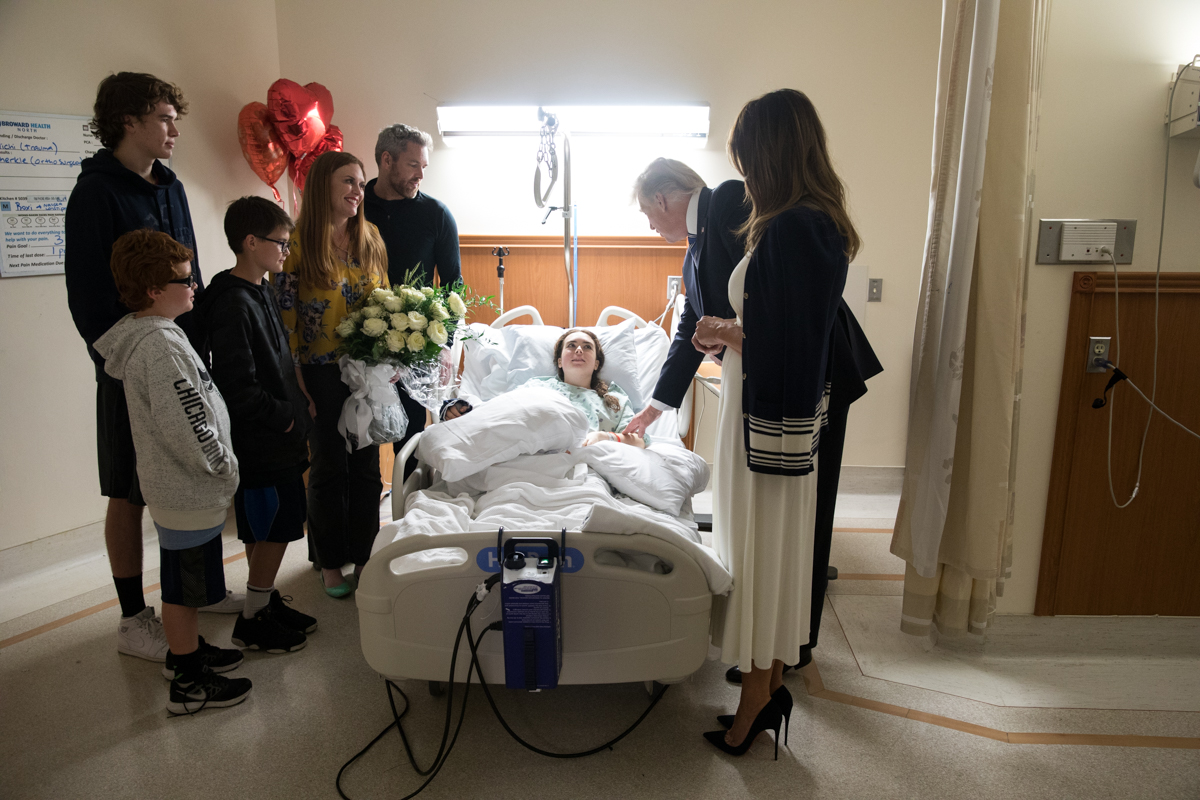
El presidente Donald Trump y la primera dama Melania visitan a la víctima Maddy Wilford en el Broward Health North Medical Center, dos días después del tiroteo.

El presidente Trump ofreció sus oraciones y condolencias a las familias de las víctimas, escribiendo, "ningún niño, maestro o cualquier otra persona debería sentirse inseguro en una escuela estadounidense". En un discurso televisado, mencionó problemas de salud mental y seguridad escolar. El gobernador de Florida, Rick Scott, ordenó que las banderas en los edificios estatales se ondearan a media asta, y Trump luego ordenó que las banderas en todo el país se ondearan a media asta. Dos días después del tiroteo, Trump y la primera dama Melania Trump visitaron Broward Health North, un hospital donde ingresaron ocho de las víctimas del tiroteo. Se reunieron con dos víctimas y Trump elogió a los médicos y a los agentes del orden por sus respuestas al ataque.
El 22 de febrero, Trump se reunió con estudiantes y otras personas para una "sesión de escucha" en la Casa Blanca. Sugirió armar hasta al 20% de los profesores para evitar que los "maníacos" atacaran a los estudiantes. Al día siguiente, llamó a una escuela "libre de armas" un "imán" para los delincuentes y tuiteó: "Los maestros / entrenadores altamente capacitados y expertos en armas resolverían el problema al instante, antes de que llegara la policía".
BBC News caracterizó las reacciones de los políticos republicanos como centradas en problemas de salud mental mientras esquivaban el debate sobre el control de armas, con el razonamiento de que era "demasiado político o demasiado pronto". El presidente de la Cámara de Representantes republicano, Paul Ryan, dijo que este era el momento de "dar un paso atrás y contar nuestras bendiciones" en lugar de "tomar partido y luchar entre nosotros políticamente". El senador republicano de Florida Marco Rubio dijo que "la mayoría" de las propuestas sobre leyes de armas más estrictas "no habrían evitado" este tiroteo ni "ninguno de los de la historia reciente" y que los legisladores deberían tomar medidas "concentrándose en la parte de la violencia" junto con las armas. El gobernador republicano de Kentucky, Matt Bevin, declaró que el país debería revaluar "las cosas que se están poniendo en manos de nuestros jóvenes", específicamente "los videojuegos entre comillas" que "han insensibilizado a la gente sobre el valor de la vida humana". El senador republicano Pat Roberts de Kansas dijo que apoyaba las restricciones de edad sobre la posesión de rifles de estilo AR-15, y dijo que "ciertamente nadie menor de 21 debe tener un AR-15". El senador republicano de Oklahoma James Lankford dijo en Meet the Press de NBC News que estaba dispuesto a exigir verificaciones de antecedentes más exhaustivas para la compra de armas de fuego, y dijo que "el problema no es tener un AR-15, es la persona que lo posee". El gobernador republicano de Ohio, John Kasich, pidió restricciones a la venta de rifles de estilo AR-15, diciendo en CNN "si de repente no pudieras comprar un AR-15, ¿qué perderías? ¿Te sentirías como si tus derechos de la Segunda Enmienda se verían erosionados porque no podrías comprar un maldito AR-15? " El representante republicano Brian Mast de Florida, ex residente de Parkland y veterano del ejército, escribió en un artículo de opinión en The New York Times que apoyaba la prohibición de la venta de versiones civiles de rifles militares, escribiendo:

La mayoría de las noches en Afganistán, empuñaba una carabina M4. Mi rifle era muy similar al arma semiautomática estilo AR-15 que se usa para matar a estudiantes, maestros y un entrenador que conocí en Marjory Stoneman Douglas High School en Parkland, Florida, donde una vez viví ... No puedo soportar ver el arma principal que solía defender a nuestra gente siendo utilizada para matar niños que juré defender. El AR-15 es una excelente plataforma para que los tiradores recreativos aprendan a ser tiradores sobresalientes. Desafortunadamente, también es una excelente plataforma para aquellos que desean matar a inocentes.

El senador demócrata de Florida Bill Nelson dijo: "He cazado toda mi vida. Pero un AR-15 no es para cazar. Es para matar".
Al Hoffman Jr., un donante republicano en Florida, prometió que ya no financiaría a grupos legislativos o candidatos que no estuvieran trabajando activamente para prohibir la venta de armas de asalto de estilo militar a civiles. Dijo: "¿Durante cuántos años hemos estado haciendo esto, teniendo estas experiencias de terrorismo, asesinatos en masa, y cuántos años han pasado sin que se haya hecho nada?"
El alguacil Israel pidió a los legisladores que enmenden la Ley Baker para permitir que la policía detenga y hospitalice a las personas que hacen publicaciones perturbadoras, no solo amenazas claras, en las redes sociales. "Estoy hablando de estar cerca de bombas, posiblemente hablando de 'quiero ser un asesino en serie', hablando de quitarle la vida a la gente", dijo. "Simplemente tomar una foto con una pistola o un cuchillo o un arma, eso en sí mismo claramente no es ni remotamente algo que nos preocupe".

### Protestas contra la violencia armada en los Estados Unidos

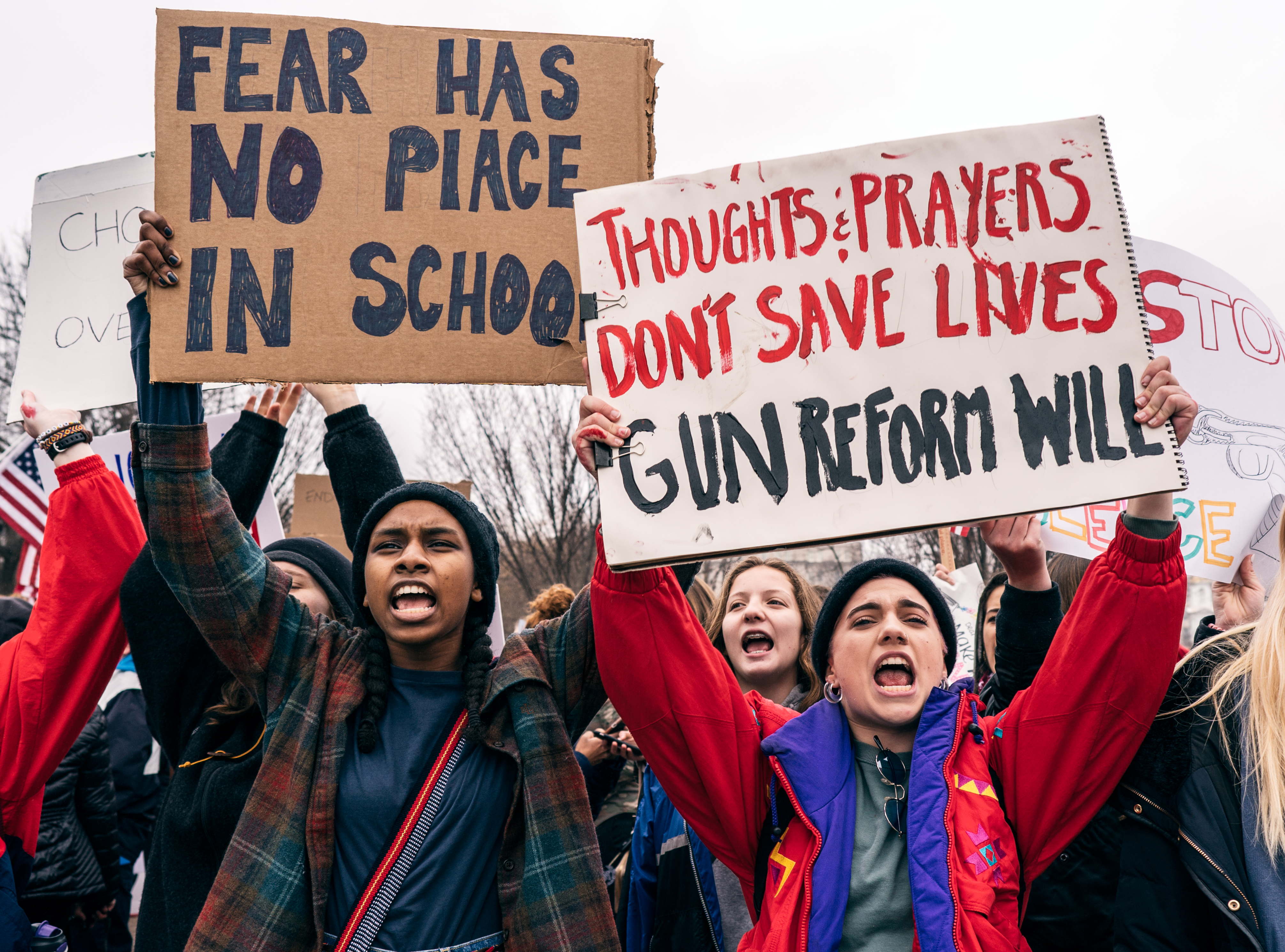
Estudiantes protestan por la violencia con armas de fuego frente a la Casa Blanca en Washington D. C., 18 de febrero de 2018.

Estudiantes protestaron por la violencia con armas de fuego frente a la Casa Blanca en Washington D. C., el 18 de febrero de 2018. X González, sobreviviente del tiroteo, se destacó por su discurso en el que reprendió los "pensamientos y oraciones" de los políticos. Más tarde ayudó a liderar un movimiento de protesta contra la violencia armada en los Estados Unidos. El superintendente de las escuelas del condado de Broward, Rob Runcie, dijo, "ahora es el momento de tener una conversación real sobre la legislación de control de armas". Lori Alhadeff, cuya hija murió en el tiroteo, imploró a Trump que hiciera algo para mejorar la seguridad escolar.
Después del tiroteo, algunos de los estudiantes sobrevivientes organizaron un grupo llamado Never Again MSD. El grupo se creó en las redes sociales con el hashtag #NeverAgain, un activismo inspirado en parte por el terreno abierto por el movimiento #MeToo y la Marcha de las Mujeres de 2018. El grupo exigió una acción legislativa para prevenir tiroteos similares y ha condenado a los legisladores que recibieron contribuciones políticas de la Asociación Nacional del Rifle. El grupo realizó una manifestación el 17 de febrero en Fort Lauderdale a la que asistieron cientos de simpatizantes. Desde el tiroteo, se han planeado varios mítines más centrados en la acción legislativa. Women's March Network organizó una huelga escolar de 17 minutos que tuvo lugar el 14 de marzo. Una serie de manifestaciones llamadas "Marcha por nuestras vidas" el 24 de marzo incluyó una marcha en Washington D. C. El 20 de abril, el aniversario de la masacre de la Escuela Secundaria de Columbine, los educadores Diane Ravitch y David Berliner planearon huelgas de todo el día para grupos de maestros, así como grupos de estudiantes.
El 20 de febrero, decenas de estudiantes de la escuela secundaria Stoneman Douglas fueron al Capitolio estatal en Tallahassee y vieron cómo la Cámara de Representantes de Florida rechazaba un proyecto de ley que habría prohibido algunas armas caracterizadas como armas de asalto. Los estudiantes criticaron fuertemente la votación. El patrocinador del proyecto de ley, Carlos Guillermo Smith, destacó que la legislatura no respondió al uso de un arma de asalto en el tiroteo masivo en la escuela secundaria Stoneman Douglas, al tiempo que aprobó un proyecto de ley para declarar que la pornografía es un riesgo para la salud pública.
A mediados de marzo, Lori Alhadeff anunció su propia organización sin fines de lucro, Make Schools Safe, que se centrará principalmente en la seguridad del campus escolar.
En mayo de 2018, el padre de Cameron Kasky registró un super PAC, Families vs Assault Rifles PAC, con la intención de "enfrentarse a los candidatos de la NRA en todas las carreras significativas del país".

#### Ley de Florida
En marzo, la Legislatura de Florida aprobó un proyecto de ley titulado Ley de seguridad pública de la escuela secundaria Marjory Stoneman Douglas. Aumentó la edad mínima para comprar rifles a 21, estableció períodos de espera y verificación de antecedentes, proporcionó un programa para el armado de algunos empleados de la escuela y la contratación de la policía escolar, prohibió las armas de fuego y prohibió a algunas personas potencialmente violentas o mentalmente enfermas arrestadas bajo ciertas condiciones. leyes de posesión de armas. En total, asignó alrededor de $ 400 millones. Rick Scott firmó el proyecto de ley el 9 de marzo. Ese mismo día, la NRA impugnó la ley al entablar una demanda alegando que la prohibición de la venta de armas a menores de 21 años es inconstitucional porque viola los derechos que las Enmiendas Segunda y Decimocuarta confieren a los jóvenes de 18 a 21 años clasificados como adultos.

#### Ley Federal
El 20 de febrero de 2018, Trump ordenó al Departamento de Justicia que emitiera regulaciones para prohibir las acciones de emergencia.
El 23 de marzo, la Ley STOP School Violence se convirtió en ley como parte de la Ley de Asignaciones Consolidadas de 2018, que aumenta los fondos para detectores de metales, capacitación en seguridad y medidas de seguridad similares. Algunos estudiantes de la escuela secundaria Stoneman Douglas, que pidieron activamente un control de armas más estricto (no solo medidas de seguridad), dijeron que la medida se aprobó porque los legisladores "aprobaron algo muy fácil y simple que todos pueden respaldar. Pero eso es porque no no hago nada ".

#### Boicot de NRA y respuestas de empresas
Tras el tiroteo, la gente boicoteó al grupo estadounidense de defensa de los derechos de las armas de fuego Asociación Nacional del Rifle y sus empresas afiliadas. Muchas empresas respondieron al tiroteo cambiando algunos de sus tratos y prácticas comerciales.
Los llamamientos para que las empresas rompieran sus vínculos con la NRA fueron atendidos cuando varias empresas terminaron sus relaciones comerciales con la NRA.

### Demanda judicial
El 23 de mayo de 2018, los padres de las víctimas Jaime Guttenberg y Alex Schachter demandaron al fabricante de armas de fuego American Outdoor Brands Corporation, anteriormente conocido como Smith & Wesson, el fabricante del rifle utilizado por Cruz, y al distribuidor Sunrise Tactical Supply, el minorista que vendió a Cruz el rifle, reclamando daños y perjuicios debido a "la complicidad del acusado en el uso totalmente previsible y mortal de las armas de asalto que colocan en el mercado".
Quince sobrevivientes demandaron al condado, al alguacil y a los funcionarios de la escuela por no protegerlos alegando que la respuesta inadecuada del gobierno al tiroteo violó su derecho de la Decimocuarta Enmienda al debido proceso. Esta demanda fue desestimada en diciembre de 2018, y el juez citó jurisprudencia anterior al dictaminar que el gobierno no tenía el deber de proteger a los acusados de las acciones del tirador.
En 2021 se anunció que el FBI pagaría 130 millones de dólares a las familias de las víctimas, como compensación por fallar al ignorar las amenazas de Cruz.

### Fondos de víctimas
A raíz del tiroteo, se recaudaron más de $ 7.5 millones para las víctimas en abril de 2018. Otros dos fondos, el Fondo de Compensación para Víctimas del Crimen de Florida, que paga los gastos médicos y funerarios, y el Fondo Nacional de Compasión, que paga el dolor y sufrimiento, también están disponibles para ayudar a las víctimas del tiroteo en Parkland.

## Teorías de la conspiración, desinformación y acoso

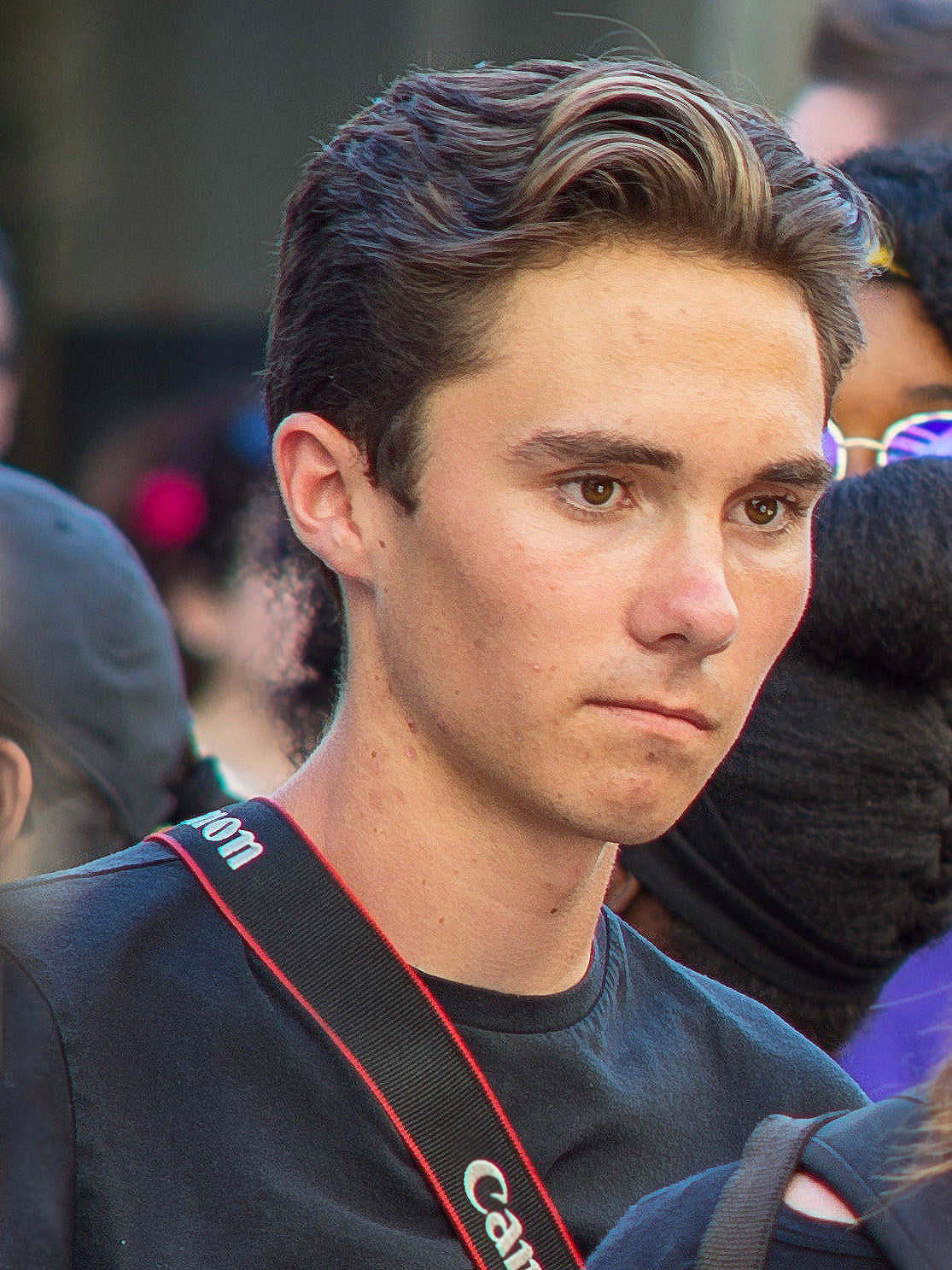
El estudiante David Hogg fue objeto de acusaciones falsas generalizadas de ser un actor de crisis.

Las teorías de la conspiración de los derechos de las armas circularon tras el tiroteo. La especulación incluyó afirmaciones falsas de que el tiroteo no ocurrió o fue organizado por "actores de crisis". Una de esas afirmaciones fue hecha por Benjamin A. Kelly, secretario de distrito del Representante Estatal Republicano Shawn Harrison, quien envió un correo electrónico al Tampa Bay Times indicando incorrectamente que los niños en la foto no eran estudiantes de la escuela. Como resultado de la reacción violenta, Kelly fue despedido horas después. El excongresista republicano y colaborador de CNN, Jack Kingston, sugirió que el multimillonario George Soros les pagó a los estudiantes manifestantes o que los apoyaron miembros de Antifa. Un video con una descripción que defiende una teoría de la conspiración de que el estudiante David Hogg era un "actor de crisis" llegó a la cima de la página de tendencias de YouTube antes de que la empresa lo eliminara. Mientras ocurría el tiroteo, un maestro ordenó a Hogg y a varios otros estudiantes que se escondieran en un armario. Hogg, quien trabajaba en la estación de televisión de la escuela, luego filmó las reacciones de los estudiantes al tiroteo en un esfuerzo por documentar el evento.
La Alliance for Securing Democracy alegó que las cuentas vinculadas a Rusia en Twitter y otras plataformas utilizaron las secuelas del tiroteo para inflamar las tensiones y dividir a los estadounidenses al publicar comentarios cargados que se oponen al control de armas. Otras cuentas vinculadas a Rusia etiquetaron el tiroteo como una operación de bandera falsa que el gobierno de EE. UU. Explotaría para confiscar armas a los ciudadanos. También se sospecha que cientos de bots rusos salieron en defensa de Laura Ingraham en Twitter luego del boicot de su programa, The Ingraham Angle, que resultó de su burla pública de Hogg. Las teorías de la conspiración sobre sobrevivientes como Hogg y González fueron nombradas Mentira del año 2018 de PolitiFact.
Algunos de los sobrevivientes de la masacre y sus familiares fueron objeto de ciberacoso que incluyó amenazas de muerte. Cameron Kasky escribió en Twitter que abandonaba Facebook por el momento, porque las amenazas de muerte de los "cultistas de la NRA" eran un poco más gráficas en un servicio sin límite de caracteres.